# 小穆瓦约夫尔
小穆瓦约夫尔（法語：Moyeuvre-Petite，[mwajœvʁ pətit]；洛林法兰克语：Kleng-Moder）是法国摩泽尔省的一个市镇，位于该省西部，临近大穆瓦约夫尔，属于蒂永维尔区。

## 地理
小穆瓦约夫尔（49°16'9"N, 6°1'29"E）面积5.43 平方千米，位于法国大東部大區摩泽尔省，该省份为法国东北部内陆省份，是洛林的一部分，西南接默尔特-摩泽尔省，东临下莱茵省，北与卢森堡和德国接壤。
与小穆瓦约夫尔接壤的市镇（或旧市镇、城区）包括：阿夫里勒、大穆瓦约夫尔、讷夫谢夫、朗格沃。

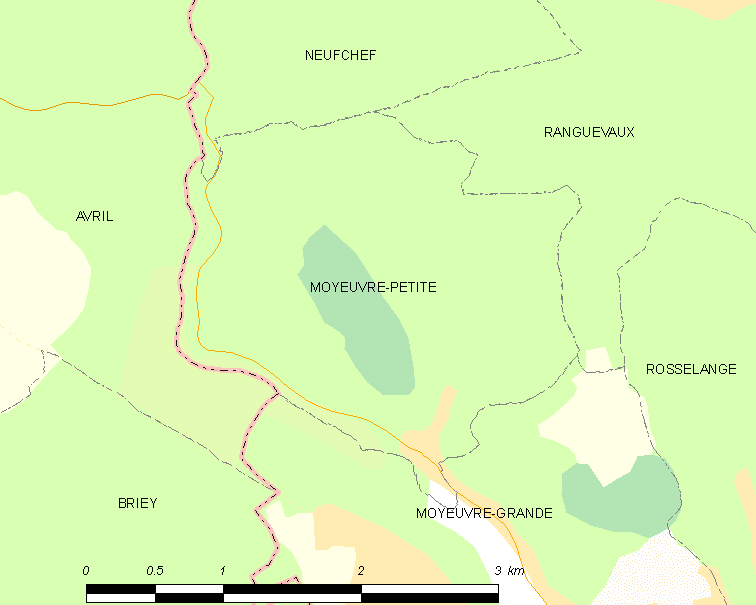
小穆瓦约夫尔的OSM定位图

小穆瓦约夫尔的时区为UTC+01:00、UTC+02:00（夏令时）。

## 行政
小穆瓦约夫尔的邮政编码为57250，INSEE市镇编码为57492。

## 政治
小穆瓦约夫尔所属的省级选区为阿扬日县。

## 人口

1962-2008年间小穆瓦约夫尔人口变化图示

小穆瓦约夫尔于2022年1月1日时的人口数量为443人。